# Slatko stanje
Slatko stanje prvi je studijski album hrvatskog pop sastava Magazina, koji je izašao 1982. godine. Objavila ga je diskografska kuća Jugoton. Objavljen je na LP-u i kazeti.
Stihove su pisali Duško Mucalo, Zvonimir Stipičić, Ingrid Flesch, Tonči Huljić i Zoran Krčum, a glazbu Tonči Huljić. Skladbe je producirao i aranžirao Željko Brodarić Jappa. Album je sniman i miksan u studiju Tetrapaku u Splitu.

## Popis pjesama
Podatci prema:
Prvih pet pjesama je na A strani, a drugih pet na B strani albuma.
| Br. | Skladba               | Trajanje |
| --- | --------------------- | -------- |
| 1.  | »Moć navike«          |          |
| 2.  | »I što sad«           |          |
| 3.  | »U autobusu«          |          |
| 4.  | »Dišpetožo moja mala« |          |
| 5.  | »Jutro te briše«      |          |
| 6.  | »Sama«                |          |
| 7.  | »A šta mogu ja«       |          |
| 8.  | »Slatko stanje«       |          |
| 9.  | »Moja mila mala«      |          |
| 10. | »Neće tako loše biti« |          |